# Adelopora fragilis
Adelopora fragilis är en nässeldjursart som beskrevs av Stephen D. Cairns 1991. Adelopora fragilis ingår i släktet Adelopora och familjen Stylasteridae. Inga underarter finns listade i Catalogue of Life.